# Giovanni Del Vento
Giovanni Del Vento (Canosa di Puglia, 12 novembre 1920 – Canosa di Puglia, 13 dicembre 1989) è stato un militare e aviatore italiano, decorato con la medaglia d'oro al valor militare a vivente nel corso della seconda guerra mondiale.

## Biografia
Nacque a Canosa di Puglia il 12 novembre 1920. Nell'anno scolastico 1938-1939 conseguì il diploma magistrale presso l'Istituto di Pola, arruolandosi subito dopo nella Regia Aeronautica come Allievo sergente pilota nel mese di gennaio. Frequento le scuole di pilotaggio di Ghedi e di Puntisella, divenendo pilota militare con il grado di  primo aviere nell'aprile 1940. Assegnato in servizio presso il 31º Stormo Bombardamento Marittimo, nel mese di giugno fu promosso sottotenente di complemento, Prese parte alle operazioni belliche nel Mar Mediterraneo, e nel gennaio 1941 rimase ferito in azione, venendo decorato con una Medaglia d'argento al valor militare.
Il 27 settembre 1941, quando era in forza alla 287ª Squadriglia Squadriglia Autonoma da Ricognizione Marittima Lontana (ex 199ª Squadriglia Ricognizione Marittima poi rinominata) del XCIII Gruppo inquadrato nell'Aviazione della Sardegna, rimase gravemente ferito quando il CANT Z.506B Airone sul quale volava venne abbattuto da sei caccia nemici. La furiosa reazione dell'equipaggio dell'idrovolante portò all'abbattimento di due caccia e al danneggiamento di un terzo. Quando lo Z.506 fu costretto ad ammarare pur ferito cercò di mettere in salvo il resto dell'equipaggio, e si allontanò per ultimo dall'aereo che affondava, fatto segno dai tiri di mitragliatrice degli aerei nemici. Per questo fatto fu insignito della Medaglia d'oro al valor militare a vivente. Riprese servizio nell'aprile 1942 presso la Scuola di Osservazione Marittima, promosso tenente di complemento nel febbraio 1943. Nella sessione estiva dell'anno scolastico 1942-1943 conseguì il diploma liceale classico presso il Liceo ginnasio di Avellino. Trasferito in servizio permanente effettivo per merito di guerra, con anzianità retrodatata al settembre 1941, dopo la fine della guerra rimase in servizio nella neocostituita Aeronautica Militare Italiana venendo promosso capitano nel marzo 1947. Nel novembre 1953 fu assegnato all'Ispettorato telecomunicazioni e assistenza al volo, passando poi alla Regione informazioni al volo di Ciampino (maggio 1954), e infine alla Regione informazione volo di Brindisi (febbraio 1955). Nel novembre 1955 fu trasferito, dietro sua domanda, al Ruolo Servizi dell'Arma Aeronautica, promosso maggiore  a scelta il 1 gennaio 1959. Ricoprì l'incarico di Capo centro circolazione aerea della Regione Informazione Volo (RIV) di Brindisi, venendo promosso tenente colonnello nel dicembre 1963. Posto in congedo, si spense nel 1989.
Il 28 giugno 1942 nella Cattedrale di Santa Maria di Oristano sposa Agnese Senes, insegnante oristanese (morta di tifo il 14 luglio 1943).
Suo figlio Vincenzo Del Vento, nato il 17 aprile 1943, entra nell’Accademia navale di Livorno, conseguendo la laurea in Ingegneria navale diventando Ammiraglio di Divisione.

### Fonti
1. 1 2 3 4  Ufficio Storico Stato Maggiore dell'Aeronautica 1969, p. 161.
2. 1 2 3 4 5 6 7 8 9  Combattenti Liberazione.
3. ↑  Gruppo Medaglie d'Oro al Valor Militare 1952, p. 95.
4. 1 2 3  Perri, Martinese 2017, p. 115.
5. ↑  Sito web del Quirinale: dettaglio decorato.
6. ↑  Bollettino Ufficiale 1941 supplemento 13, registrato alla Corte dei conti il 20 gennaio 1942, registro n.15 Aeronautica, foglio 66.